# Фирнисована керамика
Фирнисована керамика је врста луксузне керамике која је била позната у микенској култури, протогеометријској епохи грчке културе и кроз цео период Римског царства. Фирнис се употребљавао на вазама црнофигуралног и црвенофигуралног стила па све до краја хеленистичке епохе, под чијим је утицајем се развијала римска фирнисована керамика.
Фирнисована керамика се украшавала на различите начине: барботином, аплицирањем или урезима који се изводе точкићем.
Површина посуде може бити посута песком или земљом, која се набацује на влажну основу. 
Најчешћи облик римске фирнисоване керамике су лоптасти пехари и зделе.

## Ако пехари
Ако пехари су варијанта фирнисоване римске керамике, која се јавља у време Августа и Тиберија. Ово су високи пехари коничног облика, фине фактуре и црвеног, смеђег или црног пемаза. Најчешће су украшени малим рељефним троугловима, распоређеним у различите мотиве. У каснијем периоду се јављају и вегетабилни и фигуративни украси.